# Roma Capitale

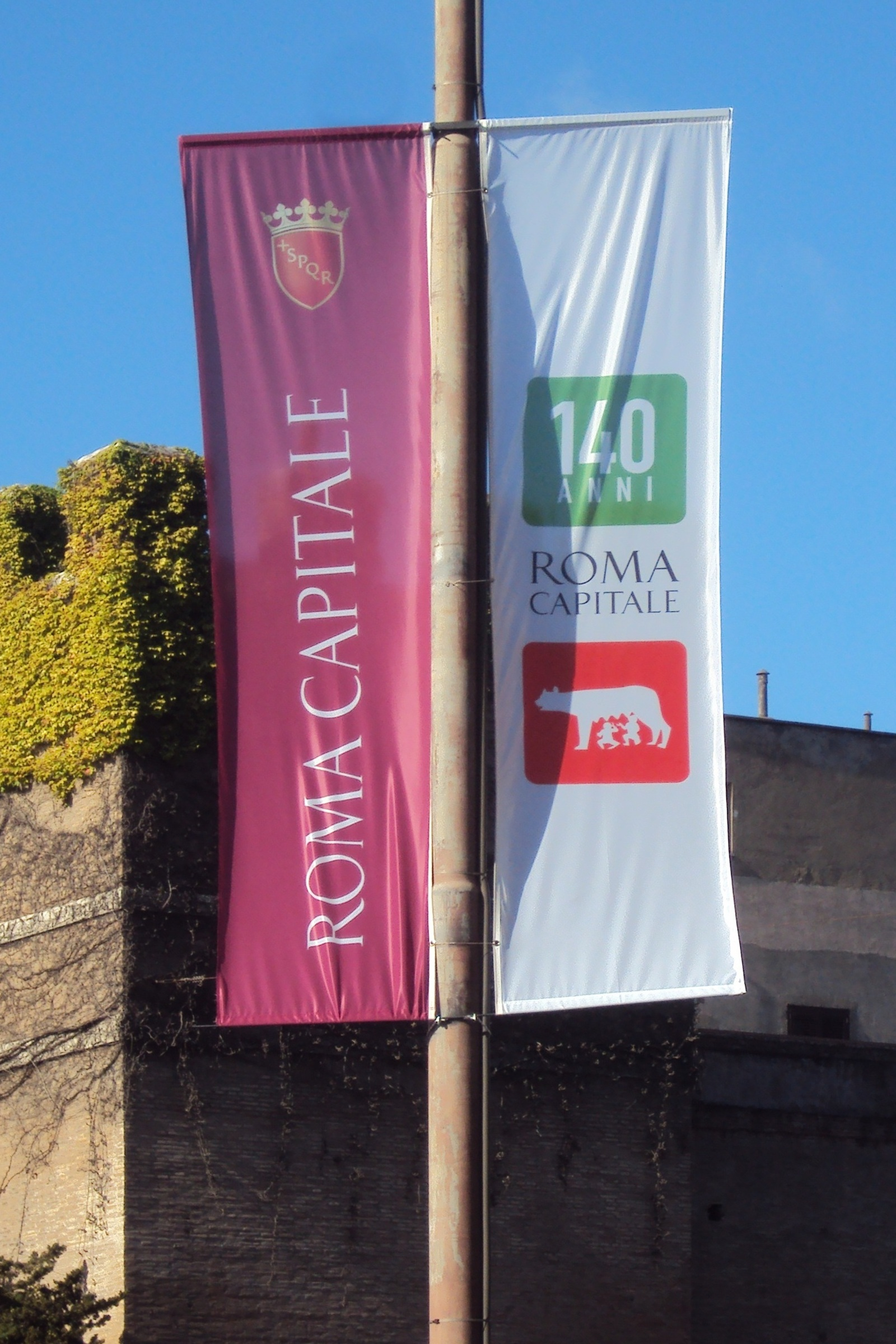
Carteles de celebración por el 140.º aniversario de la toma de Roma y por la institución de Roma Capitale.

Roma Capitale (en español, Roma Capital) es el organismo especial dotado de autonomía particular, instituido el 3 de octubre de 2010, que administra el territorio del municipio (comune) de Roma, Italia. Se extiende sobre una superficie de 1285,31 km².
Nació tras la reforma del título V parte II de la Constitución Italiana de 2001, que garantizaba a la ciudad una mayor autonomía en la gestión de su territorio. La norma reguladora es de 2009.
Roma Capitale sustituye al precedente comune di Roma (municipio de Roma), pese a mantener invariados el nivel de gobierno y los límites del territorio.

## Base normativa

Subdivisión en municipios del municipio de Roma Capitale.

La ley 42/2009 dotó a la ciudad de Roma de mayores competencias, en virtud de su papel de capital de Italia y sede de las representaciones diplomáticas:

Roma capitale è un ente territoriale, i cui attuali confini sono quelli del comune di Roma, e dispone di speciale autonomia, statutaria, amministrativa e finanziaria, nei limiti stabiliti dalla Costituzione. L'ordinamento di Roma Capitale è diretto a garantire il miglior assetto delle funzioni che Roma è chiamata a svolgere quale sede degli organi costituzionali nonché delle rappresentanze diplomatiche degli Stati esteri, ivi presenti presso la Repubblica Italiana, presso lo Stato della Città del Vaticano e presso le istituzioni internazionali.
Roma Capitale es un ente territorial cuyos límites son los del municipio de Roma y que dispone de especial autonomía estatutaria, administrativa y financiera, según los límites establecidos en la Constitución. El ordenamiento de Roma Capitale se dirige a garantizar la mejor realización de las funciones que Roma está llamada a realizar como sede de los órganos constitucionales y las representaciones diplomáticas de los Estados extranjeros, presentes en la República Italiana, el Estado de la Ciudad del Vaticano y las instituciones internacionales.
ley 42/2009, art. 24, 2

La Constitución, tras la citada modificación del artículo 114, reconoce el papel de Roma como capital de la República, ordenando que una ley estatal regule su ordenación:

Roma è la capitale della Repubblica. La legge dello Stato disciplina il suo ordinamento.
Roma es la capital de la República. La ley estatal regula su ordenación.
Constitución Italiana, art. 114, 3

Con la ley sobre el federalismo fiscal, aprobada en 2009, que también dio inicio provisionalmente a la institución del ente, Roma se beneficia de una mayor gestión administrativa y mayores competencias sobre su territorio.
El 26 de julio de 2010 la Provincia de Roma expresó su aprobación al decreto que dispuso la creación del nuevo ente, que sustituyó al municipio y tiene un estatuto propio.
El Consejo de Ministros, en la sesión del 17 de septiembre de 2010, aprobó un decreto legislativo que, en espera de la creación de las città metropolitane, dictó normas transitorias para Roma Capitale. El decreto legislativo del 17 de septiembre de 2010, n. 156, publicado en la Gazzetta Ufficiale n.º 219 del 18 de septiembre de 2010, entró en vigor el 3 de octubre de 2010.

## Funciones

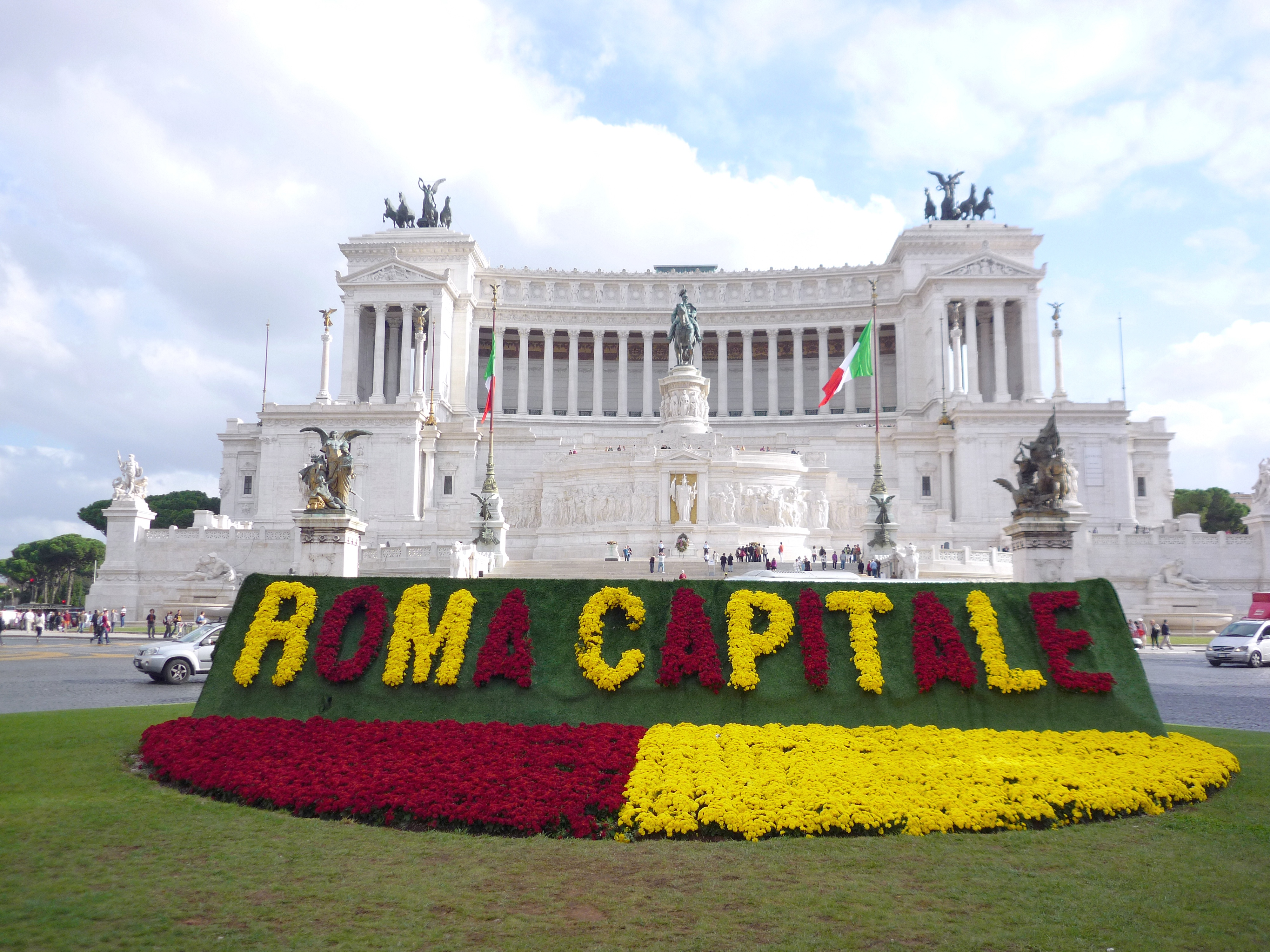
Decoraciones florales en la Piazza Venezia para celebrar la nueva institución de la capital.

Roma Capitale dispone de todas las funciones administrativas del municipio de Roma y también las siguientes:
- Puesta en valor de los bienes históricos, artísticos, ambientales y fluviales;
- desarrollo económico y social de la ciudad de Roma, con particular atención al sector productivo y turístico;
- desarrollo urbano y planificación territorial;
- urbanismo público y privado;
- organización y funcionamiento de los servicios urbanos y de conexión con los municipios limítrofes, con particular atención al transporte público y la movilidad;
- protección civil, en colaboración con la Presidencia del Consejo de Ministros y la región del Lacio;
- el Estado Italiano y la región del Lacio puede delegar más funciones, en el sentido del artículo 118, segundo punto, de la Constitución Italiana.

## Estatuto y órganos de gobierno

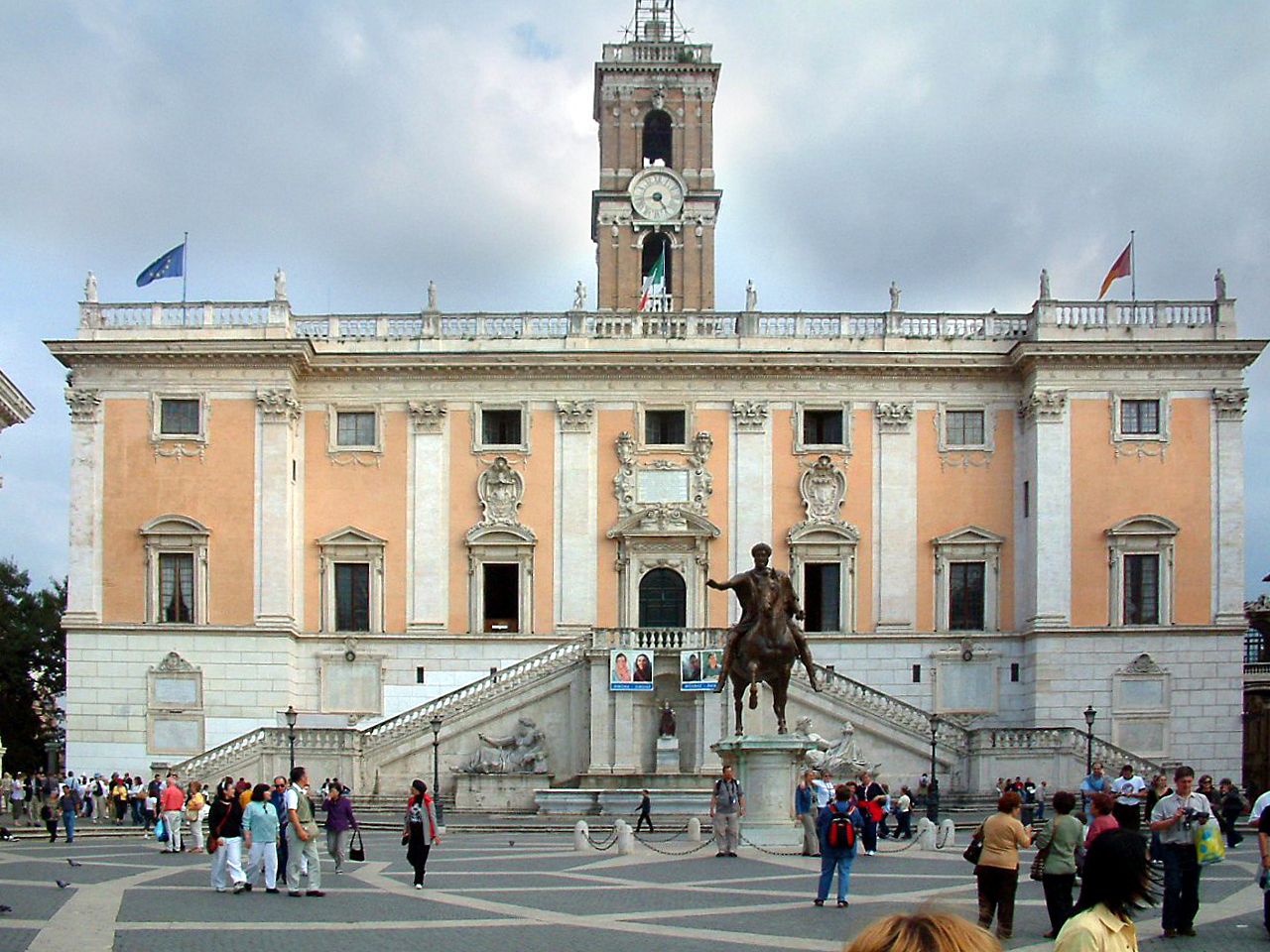
La Piazza del Campidoglio, sede de la asamblea y la junta capitolina.

El estatuto de Roma Capitale, aprobado por la asamblea capitolina el 7 de marzo de 2013, define los principios, funciones y órganos del ente, reconociendo lo establecido por las leyes anteriores. Regula además las relaciones entre la administración de la ciudad, los otros entes territoriales italianos, las embajadas presentes en la ciudad y la Santa Sede.
Los órganos de gobierno de Roma Capitale son:
- La asamblea capitolina, compuesta por 48 consejeros;
- la junta capitolina, formada por:
  - el alcalde de Roma;
  - 12 asesores (es decir, la cuarta parte de los consejeros capitolinos).

El alcalde de Roma es por derecho también alcalde metropolitano de la Città metropolitana di Roma Capitale.

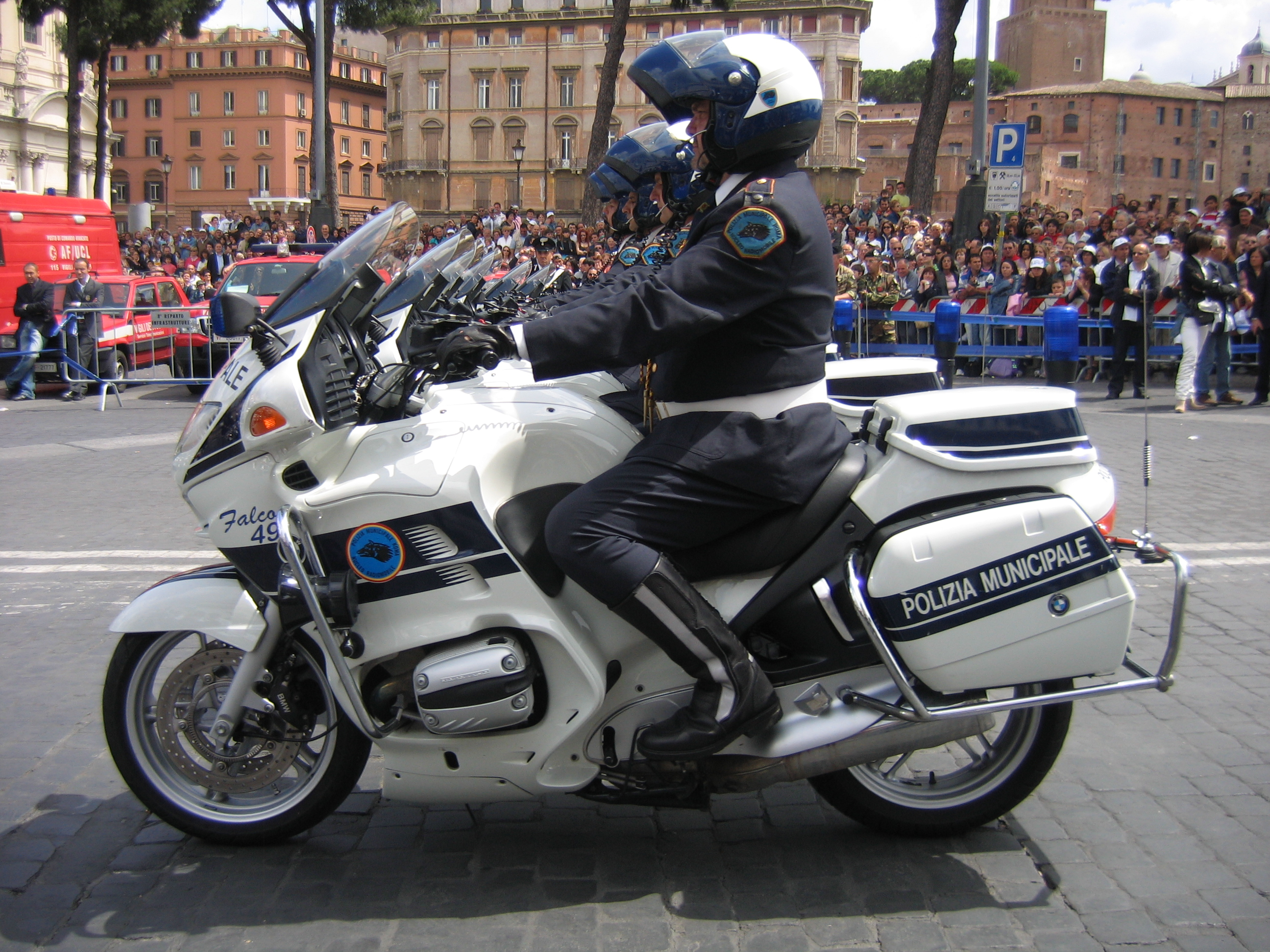
Desfile de los motociclistas de la Policía Municipal de Roma, actual Polizia Roma Capitale.

## Servicios públicos
Los principales servicios públicos locales sobre los que tiene competencia directa Roma Capitale, y que pueden ser gestionados directamente por las estructuras municipales, por empresas públicas o por empresas privadas, son:
- Transporte público de línea, gestionado por ATAC y en parte por el consorcio privado Roma TPL;[17]
- transporte público no de línea (taxi, alquiler con conductor y préstamo de vehículos);[18]
- higiene urbana, gestionada por la AMA;[19]
- agua corriente, gestionado por ACEA ATO 2 de Grupo Acea;[20]
- alumbrado público, gestionado por Grupo Acea;[21]
- servicios culturales, gestionados por Zètema, Bibliotecas de Roma y otros entes;[22]
- servicios sociales y farmacias municipales;
- guarderías y escuelas de preescolar;
- parques públicos y espacios verdes;
- mercados al por mayor (agroalimentarios, carnes y flores) y al por menor;
- servicios a las empresas.

Para todos estos servicios la Agenzia per il controllo e la qualità dei servizi pubblici locali del Comune di Roma realiza funciones de control y apoyo técnico.